# Поцілунок вампіра (фільм, 1988)
«Поцілунок вампіра» (англ. Vampire's Kiss) — американський комедійний фільм 1988 року режисера Роберта Бірмана за сценарієм Джозефа Міньйона. У головних ролях: Ніколас Кейдж, Марія Кончіта Алонсо, Дженніфер Білз та Елізабет Ешлі. Проєкт став касовим провалом, але згодом перетворився на культовий фільм.

## Синопсис
Літературному агенту здається, що він перетворюється на вампіра. 

## Актори
| Актор                | Роль                                                         |
| -------------------- | ------------------------------------------------------------ |
| Ніколас Кейдж        | Пітер Лоу літературний агент                                 |
| Марія Кончіта Алонсо | Альва Рестрепо секретарка Пітера                             |
| Дженніфер Білз       | Рейчел спокуслива вампірка                                   |
| Касі Леммонс         | Джекі кохання Пітера                                         |
| Боб Луджан           | Еміліо брат Альви                                            |
| Елізабет Ешлі        | доктор Глейзер терапевт у реальному та уявному світах Пітера |

## Випуск
Прем'єра відбулася у травні 1988 року на каннському кінофестивалі. У обмежений прокат фільм вийшов 2 червня 1989 року. Він зібрав у прокаті 725 131 долар США. Він вийшов на домашньому відео в серпні 1990 року. MGM випустила його на DVD у серпні 2002 року, а Scream Factory — на Blu-ray у лютому 2015 року. Згодом його перевипустили на Blu-Ray через лейбл MVD Rewind у червні 2022 року.

## Сприйняття
«Поцілунок вампіра» вважався комерційним провалом після першого випуску, але відтоді став культовим фільмом.
На вебсайті агрегатора оглядів Rotten Tomatoes 65 % із 31 рецензії критиків є позитивними із середньою оцінкою 6/10. Консенсус сайту звучить так: «Він вампір! Він вампір! Він вампір!». Metacritic призначив фільму середньозважену оцінку 30 зі 100 на основі 11 критиків, що вказує на «загалом несприятливі відгуки».